# Châteauneuf-Val-Saint-Donat
Châteauneuf-Val-Saint-Donat település Franciaországban, Alpes-de-Haute-Provence megyében. Lakosainak száma 529 fő (2022. január 1.). Châteauneuf-Val-Saint-Donat Aubignosc, Château-Arnoux-Saint-Auban, Mallefougasse-Augès, Montfort és Valbelle községekkel határos.

## Népesség
A település népességének változása:
| Lakosok száma | 139  | 191  | 296  | 505  | 493  | 503  | 504  | 492  | 502  | 529  |
|               | 1968 | 1982 | 1990 | 2006 | 2013 | 2015 | 2017 | 2019 | 2020 | 2022 |